# Bełchatów
Bełchatów – miasto powiatowe w województwie łódzkim, siedziba powiatu bełchatowskiego i gminy wiejskiej Bełchatów. Położone na Wzniesieniach Południowomazowieckich, w mezoregionie Wysoczyzna Bełchatowska nad rzeką Rakówką, ok. 50 km na południe od Łodzi i ok. 25 km na zachód od Piotrkowa Trybunalskiego.
Bełchatów znajduje się w historycznej ziemi sieradzkiej. W XVI w. był położony w powiecie piotrkowskim województwa sieradzkiego. Uzyskał lokację miejską w 1737 roku, zdegradowany w 1870 roku, ponowne nadanie praw miejskich w 1925 roku. Miasto prywatne Królestwa Kongresowego, położone było w 1827 roku w powiecie piotrkowskim, obwodzie piotrkowskim województwa kaliskiego. Bełchatów należy do Związku Miast Polskich. W latach 1975–1998 miasto administracyjnie należało do województwa piotrkowskiego.
31 grudnia 2023 roku miasto liczyło 52 331 mieszkańców i było szóstym pod względem liczby ludności miastem w województwie łódzkim.

## Toponimia
Bełchatów jest nazwą dzierżawczą utworzoną od staropolskiego imienia Bełchat (bełch – wir wodny), założyciela i właściciela osady. Nazwa Belchatow pierwszy raz wzmiankowana w źródłach historycznych w 1391.

## Geografia
Bełchatów jest położony w środkowej Polsce na południe od Łodzi na Wysoczyźnie Bełchatowskiej, nad Rakówką (prawy dopływ Widawki).

### Zieleń miejska i obiekty rekreacji
Na obszarze Bełchatowa powstało wiele parków, zieleńców oraz miejsc codziennego wypoczynku i rekreacji. Istnieje 6 parków w tym jeden zabytkowy, 6 skwerów, 15 siłowni zewnętrznych, skatepark, pumptrack, 12 kompleksów boisk zewnętrznych i 41 placów zabaw. Ponadto na terenie miasta istnieje kilka tężni solankowych.

### Hydrologia
Przez miasto przepływa Rakówka (prawy dopływ Widawki), a także cztery cieki. Do Rakówki dopływają dwie rzeczki, jedna struga i jeden strumień:
- ciek A – niewielka rzeczka; bieg zaczyna między Myszakami a Dobrzelowem, dalej w stronę ulicy Józefa Piłsudskiego, przecina ulice Pabianicką, by tuż za mostem, skręcając w lewo przed mostem Aleja Włókniarzy, dojść do Rakówki,
- ciek B – niewielka rzeczka dopływająca do Rakówki między osiedlem Okrzei a osiedlem Słoneczne tuż przy skwerze Z.O.S.I.A i ulicy Tęczowej. Kieruje się od wsi Dobiecin poprzez osiedle Politanice tuż przy ulicy Stanisława Staszica. Do cieku B dołączają dwa cieki, dalej kieruje wzdłuż skweru, aż do Rakówki,
- ciek C – niewielki strumień dopływający od Zdzieszulic dopływa do rzeki tuż niedaleko strefy przemysłowej znajdującej się przy ulicy Przemysłowej,
- ciek D – niewielka struga, która zaczyna swój bieg tuż pod torami przy osiedlu Przytorze, dalej kieruje się w stronę ulicy Wojska Polskiego, gdzie wzdłuż ogrodzeń dochodzi do Rakówki.

Na terenie miasta istnieją stawy, oczka i niewielkie zbiorniki wodne. Do nich zalicza się niewielki staw na osiedlu Budowlanych przy Dworku Olszewskich, zaś po drugiej stronie parku, za ulicą Mielczarskiego, jest skwer z naturalnym oczkiem wodnym. Na osiedlu Lipy znajduje się Uroczysko Ługi z dwoma stawami; w mieście znajdują się też niewielkie zbiorniki wodne.
Miasto jest narażone na miejscowe podtopienia. Bełchatów doświadczył kilka razy poważnych podtopień, takich jak w 2010 r. W mieście istnieje kilka stref miejscowych podtopień podzielonych na szesnaście stref podtopień.

### Struktura powierzchni
Według danych z 1 stycznia 2010 r. powierzchnia miasta wynosiła 34,64 km². Miasto stanowi 3,58% powierzchni powiatu bełchatowskiego.
Według danych z roku 2007 Bełchatów ma obszar 34,64 km², w tym: użytki rolne: 51%, użytki leśne: 15%.

## Samorząd
- Prezydent: Patryk Marjan[8]
- Wiceprezydenci: Wojciech Piasecki[9], Agnieszka Ludwiczak-Maszewska[10]
- Sekretarz Miasta: Artur Kurzeja[11]
- Skarbnik Miasta: Anna Graczyk[12]
- Przewodniczący Rady Miasta: Monika Selerowicz[13]

### Rada Miasta
| Ugrupowanie                            | Kadencja 2002–2006 | Kadencja 2006–2010 | Kadencja 2010–2014 | Kadencja 2014–2018 | Kadencja 2018–2024 | Kadencja 2024-2029 |
| -------------------------------------- | ------------------ | ------------------ | ------------------ | ------------------ | ------------------ | ------------------ |
| Samoobrona                             | 4                  | –                  | –                  | –                  | –                  | –                  |
| Sojusz Lewicy Demokratycznej           | 9 (SLD-UP)         | 4 (LiD)            | 3                  | –                  | –                  | –                  |
| Plus                                   | 7                  | 4                  | 8                  | 6                  | 5                  | 1                  |
| Porozumienie Platforma Sprawiedliwości | 3                  | –                  | –                  | –                  | –                  | –                  |
| Prawo i Sprawiedliwość                 | –                  | 7                  | 4                  | 14                 | 9                  | 7                  |
| Platforma Obywatelska                  | –                  | 4                  | 4                  | –                  | –                  | –                  |
| Stowarzyszenie Ziemia Bełchatowska     | –                  | 4                  | 4                  | 2                  | 3                  | –                  |
| KWW Waldemara Płomińskiego             | –                  | –                  | –                  | 1                  | –                  | –                  |
| KKW Koalicja Obywatelska               | –                  | –                  | –                  | –                  | 4                  | 9                  |
| KWW Marioli Czechowskiej               | –                  | –                  | –                  | –                  | 2                  | 1                  |
| KWW Bełchatowianie                     | –                  | –                  | –                  | –                  | –                  | 5                  |

## Podział administracyjny
Pierwsze osiedla powstawały w latach 60. XX wieku, kolejne zaczynały powstawać w czasie najdynamiczniejszego wzrostu populacji miasta, równocześnie z Kopalnią Węgla Brunatnego „Bełchatów” i Elektrownią Bełchatów w latach 70. i 80. Głównym wykonawcą bloków mieszkalnych było nieistniejące obecnie Wieluńskie Przedsiębiorstwo Budowlane (tzw. „wieluński BeP”) z Wielunia. Do dzielnic Bełchatowa zalicza się: Grocholice, Bełchatówek i Dobrzelów.
- Osiedle 1 Maja
- Osiedle Binków
- Osiedle Budowlanych
- Osiedle Dolnośląskie
- Osiedle Konopnickiej
- Osiedle Kopernika
- Osiedle Okrzei
- Osiedle Olsztyńskie
- Osiedle Przytorze
- Osiedle Słoneczne
- Osiedle Tysiąclecia
- Osiedle Wolność
- Osiedle Żołnierzy POW
- Bełchatówek
- Czapliniec
- Dobrzelów
- Osiedle Domiechowice
- Osiedle Edwardów
- Grocholice
- Lipy
- Osiedle Ludwików
- Osiedle Górnik
- Politanice
- Osiedle Zdzieszulice

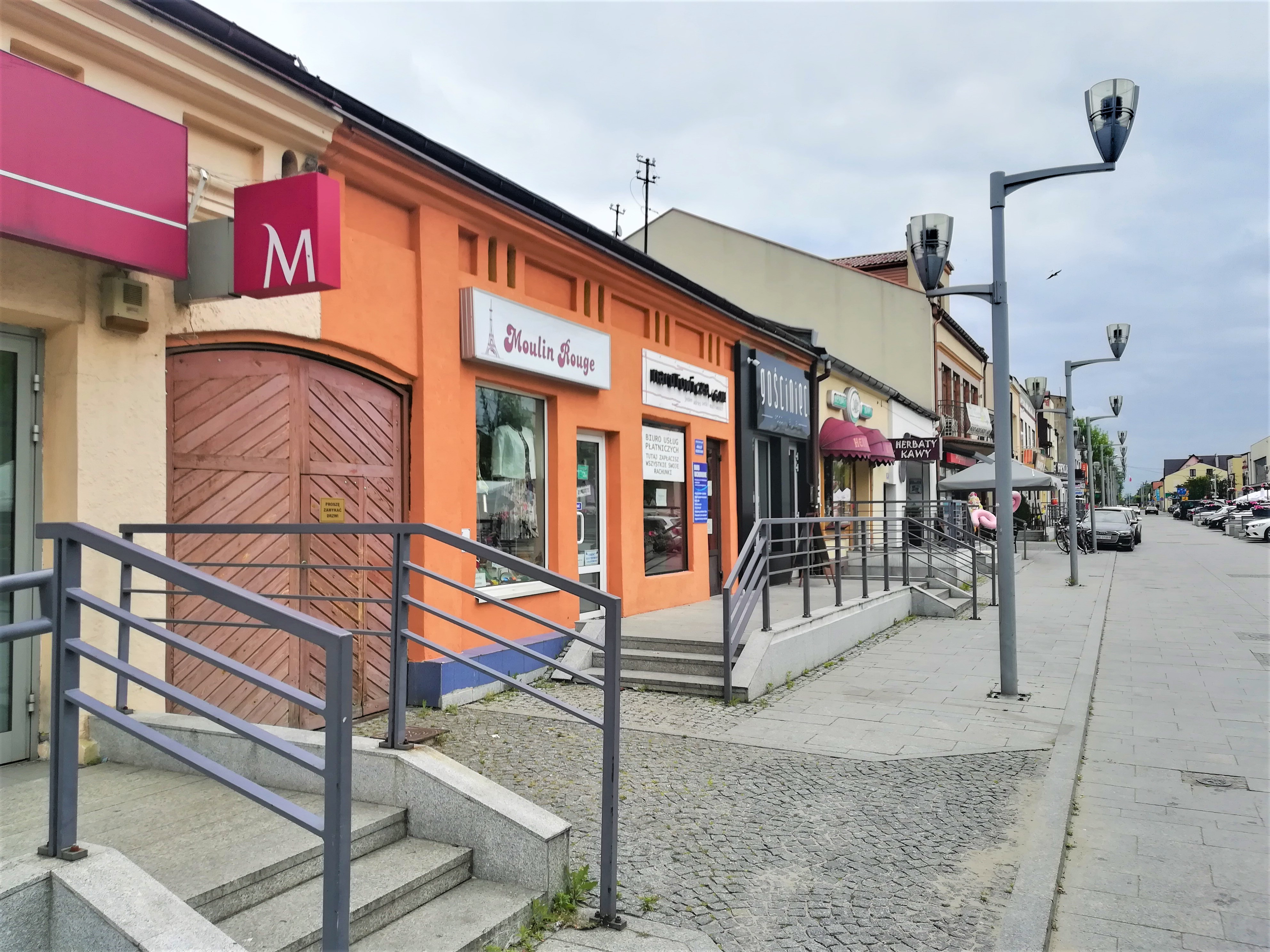
Śródmieście
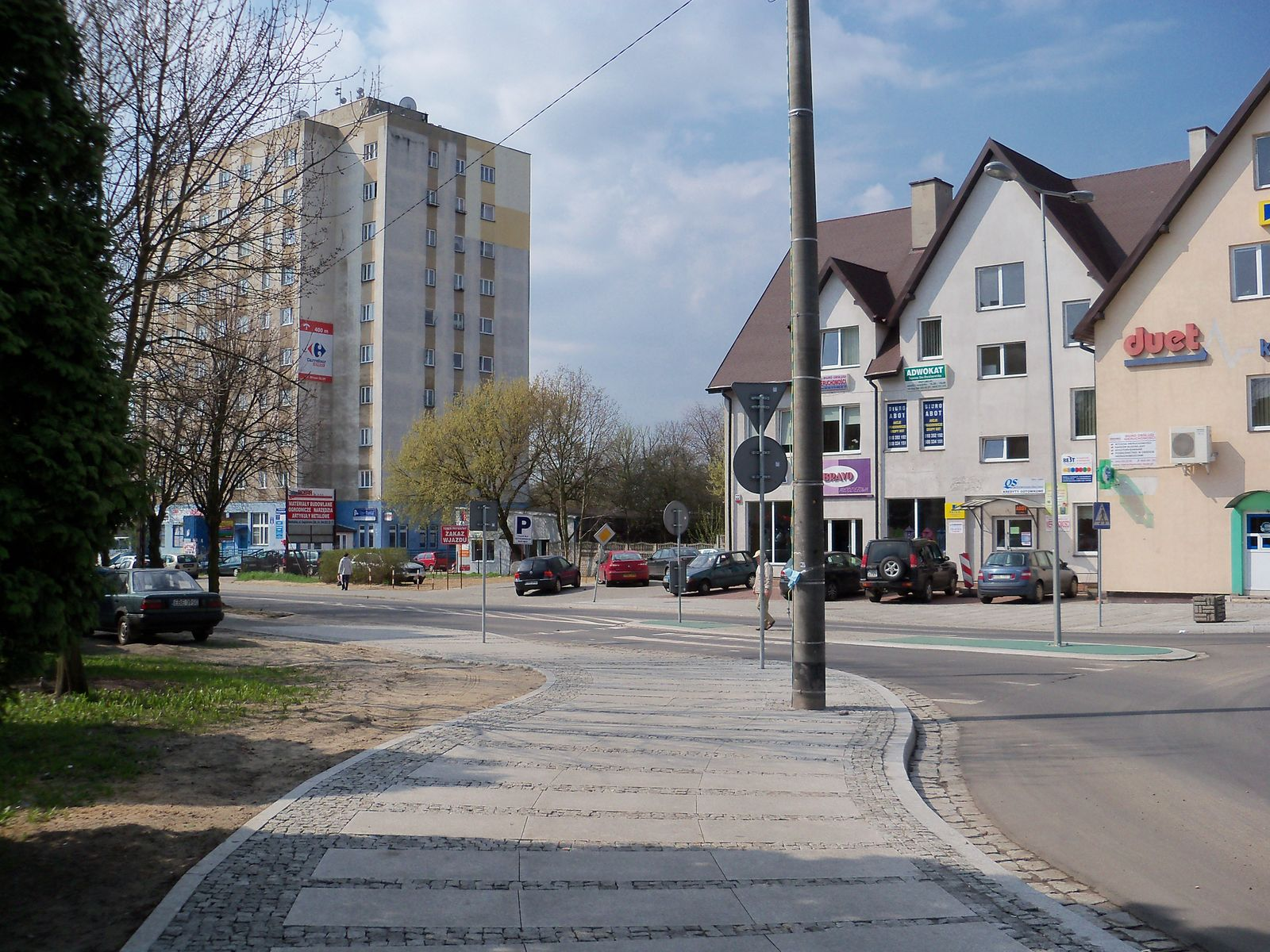
Osiedle Zamoście
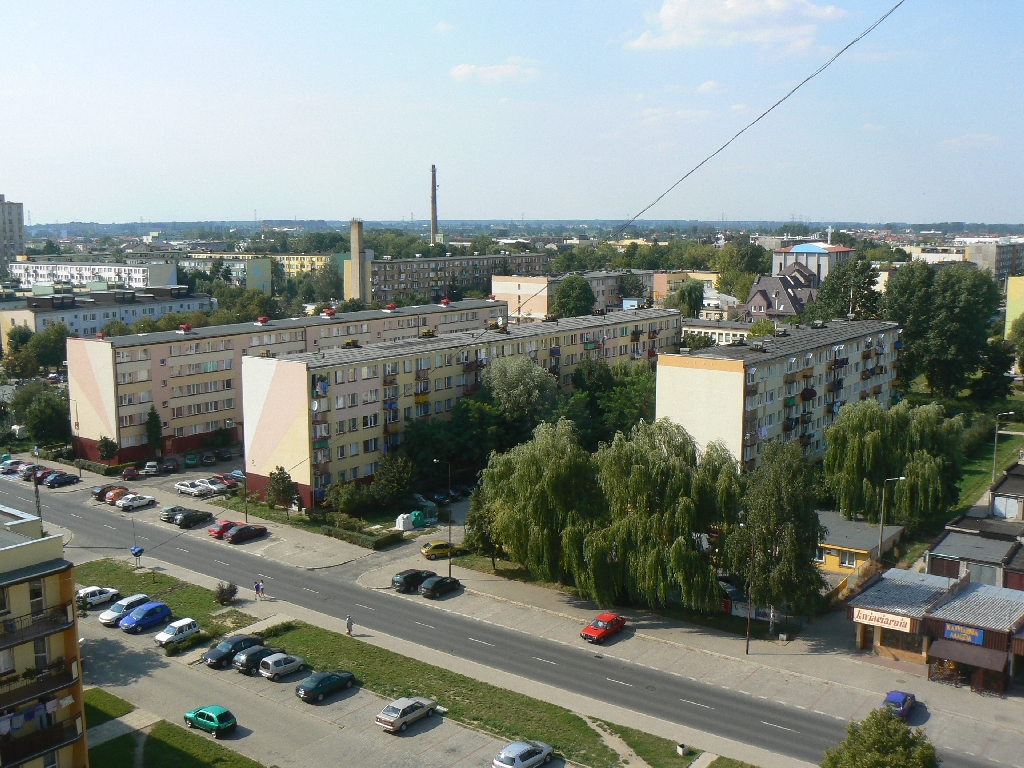
Osiedle 1-go Maja
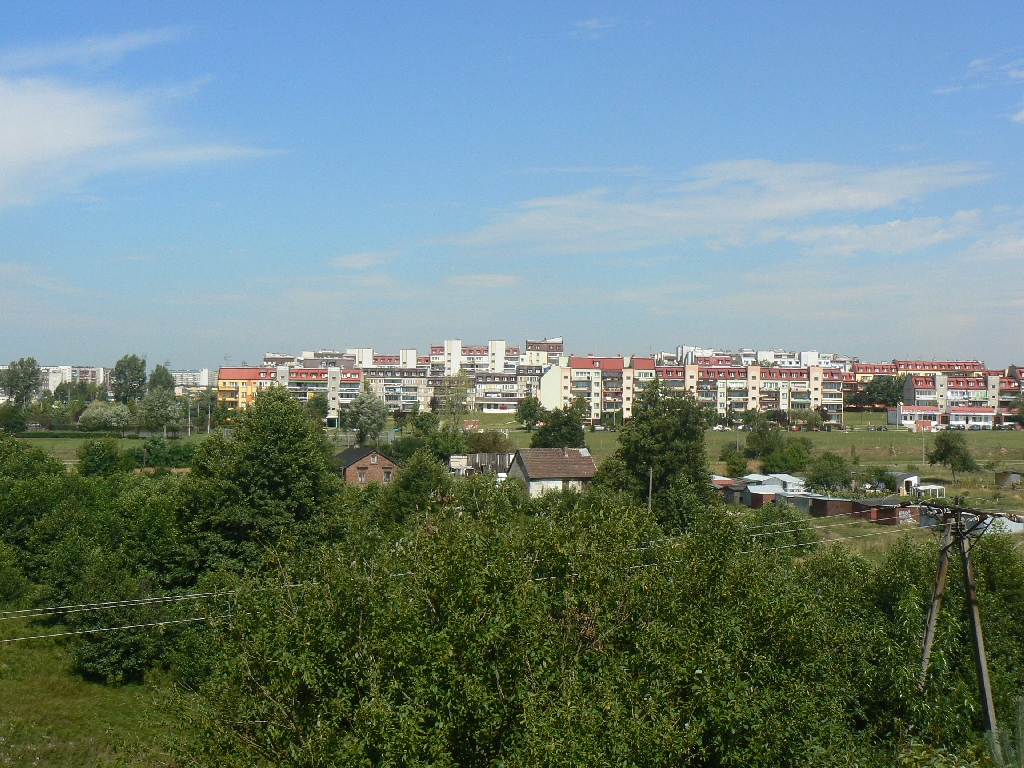
Osiedle Łąkowa
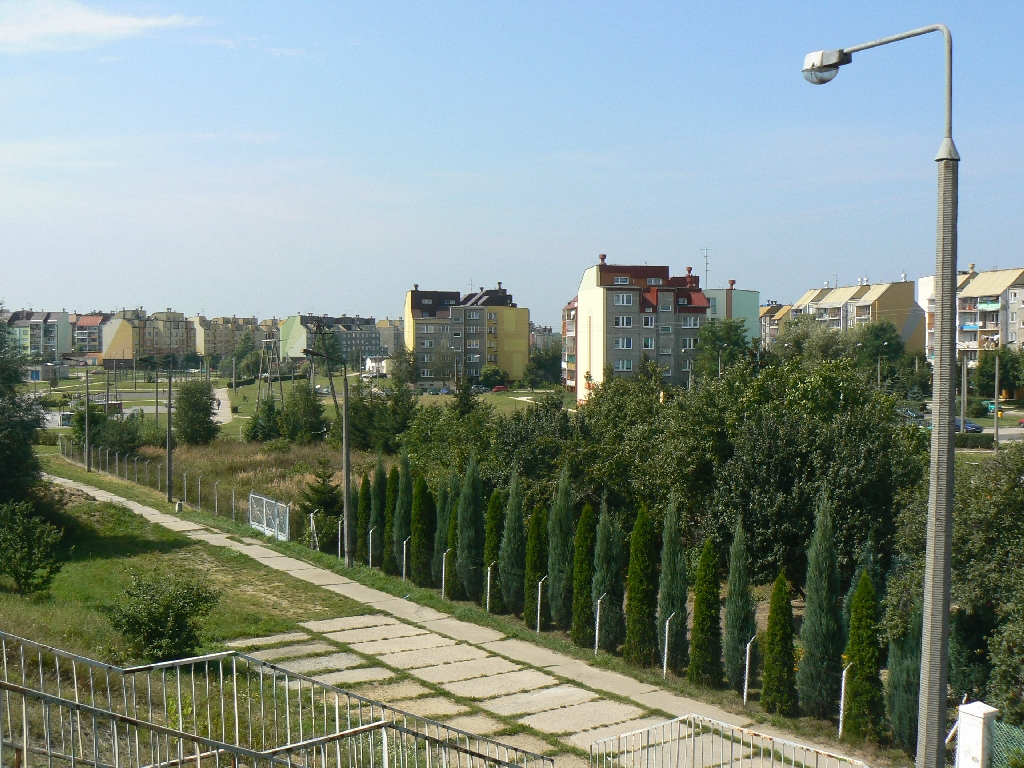
Osiedle Przytorze

- Śródmieście
- Osiedle Wolność
- Osiedle 1-go Maja
- Osiedle Binków
- Osiedle Przytorze

## Demografia
Dane z 31 grudnia 2023:
| Opis      | Ogółem | Ogółem | Kobiety | Kobiety | Mężczyźni | Mężczyźni |
| --------- | ------ | ------ | ------- | ------- | --------- | --------- |
| Jednostka | osób   | %      | osób    | %       | osób      | %         |
| Populacja | 52 331 | 100    | 27 161  | 51,90   | 25 170    | 48,10     |

Wykres liczby ludności miasta Bełchatowa na przestrzeni 2 ostatnich stuleci:
Największą populację Bełchatów odnotował w 2002 r. – według danych GUS 63 208 mieszkańców
- Piramida wieku mieszkańców Bełchatowa w 2020 roku[25]:

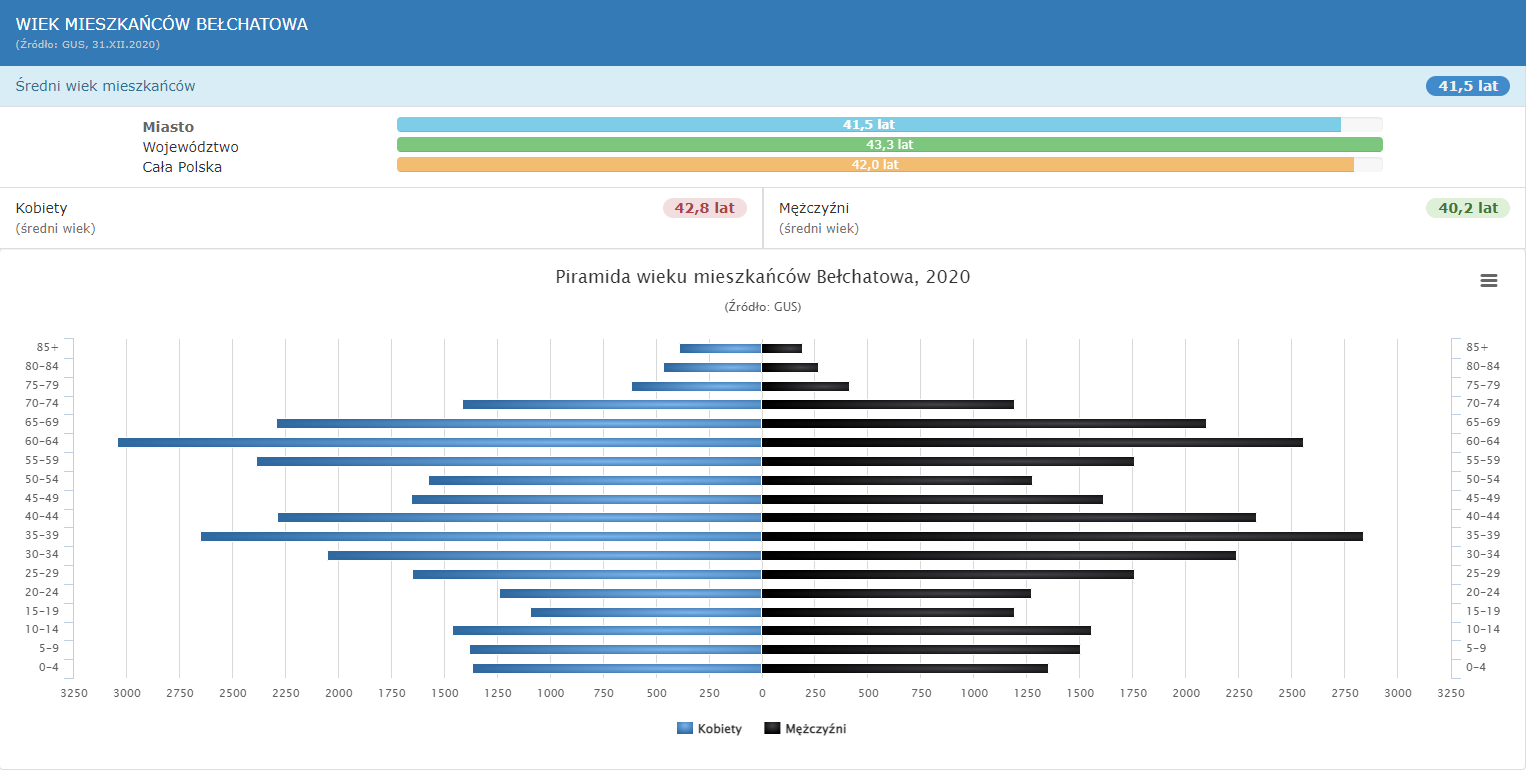

## Historia
Do XVIII wieku Bełchatów był niewielką miejscowością w pobliżu średniowiecznego miasta Grocholice (obecnie dzielnicy Bełchatowa). Rozwinął się w połowie XVIII wieku po otrzymaniu praw miejskich, a od początku XIX wieku był ośrodkiem przemysłu tkackiego, jednak liczba jego ludności nie przekraczała kilku tysięcy osób. W 1918 roku Bełchatów wrócił w granice państwa polskiego. W 1939 roku, po agresji III Rzeszy na Polskę znalazł się pod niemiecką okupacją. Koniec władzy reżimu III Rzeszy w Bełchatowie nastąpił wraz z jego zdobyciem 19 stycznia 1945 roku przez żołnierzy 10 Gwardyjskiego Korpusu Pancernegoi 13 Armii 1 Frontu Ukraińskiego Armii Czerwonej.
Gwałtowny rozwój miasta nastąpił po 1975 roku, gdy podjęto decyzję o budowie Zespołu Górniczo–Energetycznego „Bełchatów” wraz z osiedlami mieszkalnymi, usługami i linią kolejową.

### Rozwój terytorialny miasta
- 1925 – dołączenie do Bełchatowa wsi Olsztyn (teren dzisiejszego osiedla Olsztyńskiego), Zamoście (część ul. Witolda Pileckiego od mostu, część ul. Lipowej do ul. Włókniarzy, część ul. Wojska Polskiego do ul. Edwardów) i Lipy (okolice dzisiejszej ul. Lipowej).
- 1933 – przyłączenie do Bełchatowa wsi Czapliniec (okolice dzisiejszej ulicy Czaplinieckiej).
- 1977 – do Bełchatowa włączono Grocholice (aktualnie najstarsza dzielnica miasta), Politanice, część Dobrzelowa i Domiechowic.

## Architektura

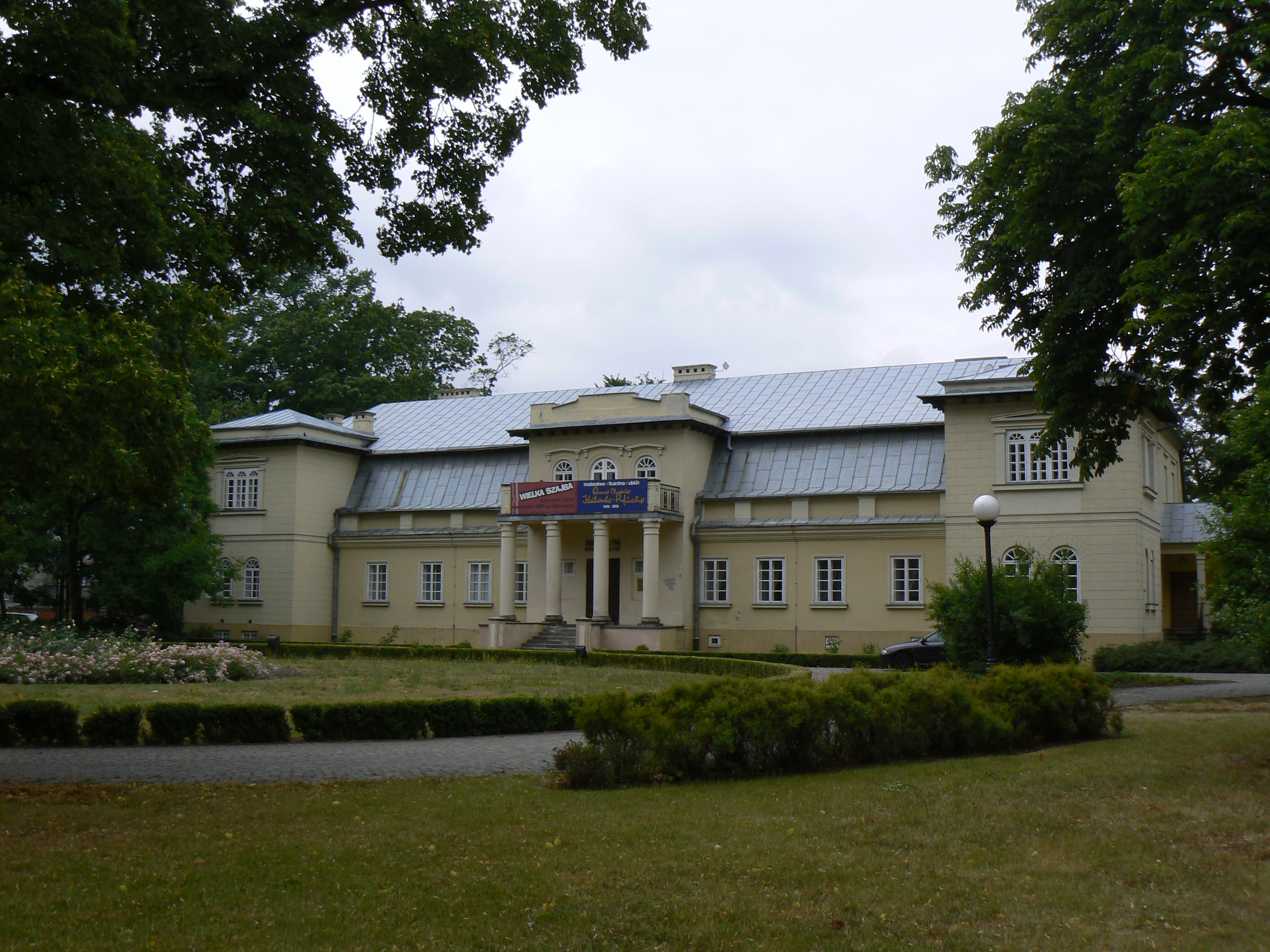
Dwór Olszewskich

### Zabytki
Według rejestru zabytków NID na listę zabytków wpisane są obiekty:
- Dwór Olszewskich[27] wzniesiony na początku XVIII wieku jako rezydencja ówczesnych właścicieli Bełchatowa Stanisława i Franciszka Rychłowskich, herbu Nałęcz,
- kościół późnobarokowy parafialny pw. Narodzenia Najświętszej Marii Panny[27] wzniesiony w XVIII wieku,
- kościół pw. Wszystkich Świętych[27] w dzielnicy Grocholice.

## Gospodarka

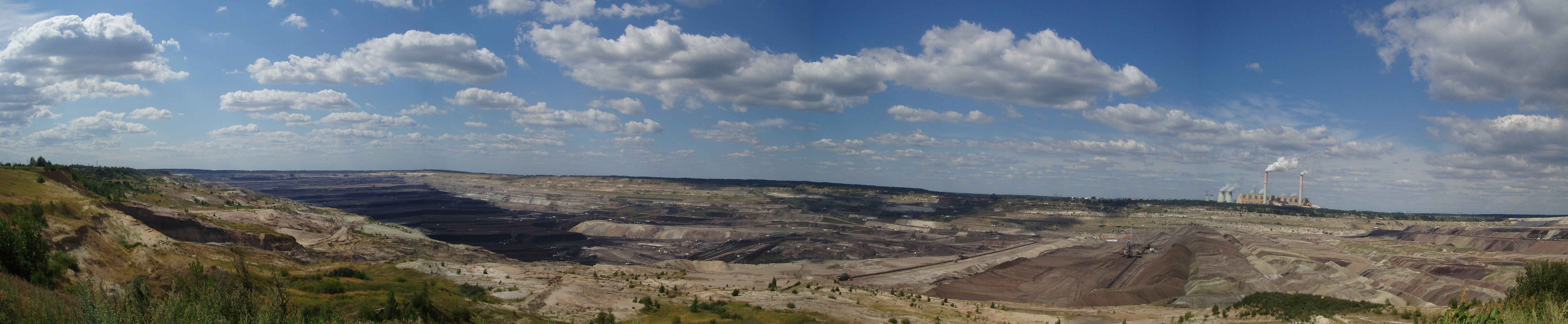
Kopalnia węgla brunatnego i elektrownia w Bełchatowie

Niedaleko od miasta (10 km) znajduje się największe w Polsce zagłębie paliwowo-energetyczne, w skład którego wchodzą Kopalnia Węgla Brunatnego „Bełchatów” oraz Elektrownia Bełchatów. Bełchatów jest jednym z dwóch najważniejszych miast PBOP. Na obrzeżach miasta znajdują się również zakłady firm DS Smith i Humax.
8 maja 2013 w Bełchatowie oddano do użytku nową siedzibę koncernu PGE Górnictwo i Energetyka Konwencjonalna S.A. Obiekt został wybudowany kosztem ok. 50 mln zł, na osiedlu Binków przy ul. Węglowej 5. Jego architektura nawiązuje do wyglądu przekroju kabla energetycznego. Jest jednym z największych i najnowocześniejszych budynków biurowych w Bełchatowie.

## Transport
Przez Bełchatów biegną ważne szlaki komunikacyjne: Kielce – Wrocław, Wrocław – Lublin, droga krajowa oraz drogi wojewódzkie. Projektowane autostrady znajdą się również blisko miasta. Przez Bełchatów prowadzi 37,8 km dróg krajowych i wojewódzkich oraz 85 km dróg miejskich i osiedlowych.
Drogi prowadzące przez Bełchatów:
- droga krajowa nr 74: relacji S8–Wieluń–Bełchatów–A1–Piotrków Trybunalski–Kielce–Zamość–granica państwa (UA)
- droga wojewódzka nr 476: DK74 – Bełchatów – DK74
- droga wojewódzka nr 484: relacji Buczek–Bełchatów–Kamieńsk
- droga wojewódzka nr 485: relacji Bełchatów–Wadlew–Pabianice

Przez Bełchatów przebiega linia kolejowa z Rogowca (kopalni i elektrowni „Bełchatów”) do Piotrkowa Trybunalskiego (obecnie tylko ruch towarowy). Od stycznia 1987 do kwietnia 2000 Bełchatów posiadał pasażerskie połączenie kolejowe z Piotrkowem Trybunalskim. W 2022 roku podpisano umowę na budowę drugiej, wschodniej obwodnicy miasta.
Usługi komunikacyjne świadczy Miejski Zakład Komunikacji w Bełchatowie, który dysponuje 25 autobusami pasażerskimi, w tym jednym wycieczkowym (dane z 1995 r.). Od 1 lipca 2015 komunikacja miejska w Bełchatowie jest bezpłatna. Z dworca funkcjonują połączenia PKS, dzięki którym z Bełchatowa można dotrzeć bezpośrednio m.in. do Warszawy, Lublina, Wrocławia, Kudowy-Zdroju, Kłodzka, Częstochowy, Łodzi, Sieradza, Radomia, Kalisza, Kielc, Krakowa i Szklarskiej Poręby.
4 czerwca 2007 przy Szpitalu Wojewódzkim im. Jana Pawła II otworzono lądowisko sanitarne.

## Turystyka
Około 10 km na południe od centrum Bełchatowa, przy sztucznym zbiorniku wodnym znajdują się dwa ośrodki sportowo-rekreacyjne, popularne w okresie letnim: Ośrodek „Słok” (właściciel Elektrownia Bełchatów) i Ośrodek „Wawrzkowizna” (właściciel Kopalnia Węgla Brunatnego „Bełchatów”). Każdy z ośrodków posiada własną bazę noclegową (hotele, domki, kwatery), a także szereg atrakcji, m.in.: stadninę koni, rowery wodne, żaglówki, kajaki, boiska sportowe, kąpielisko ze zjeżdżalnią wodną i plażą, rowery go-cart, krytą pływalnię, sauny, solarium, jacuzzi, korty tenisowe o nawierzchni tartanowej, siłownię i wiele innych. Ponadto w okresie wakacyjnym często organizowane są różnego typu koncerty z udziałem gwiazd polskiej estrady.

### Baza hotelowa
Baza hotelowa w Bełchatowie jest związana głównie z położeniem miasta przy ważnych szlakach komunikacyjnych: drodze krajowej nr 74 oraz drogach wojewódzkich 484 i 485, a także z ośrodkami sportu i rekreacji „Słok” i „Wawrzkowizna” położonymi w okolicach Bełchatowa.

Hotele 3-gwiazdkowe (***):

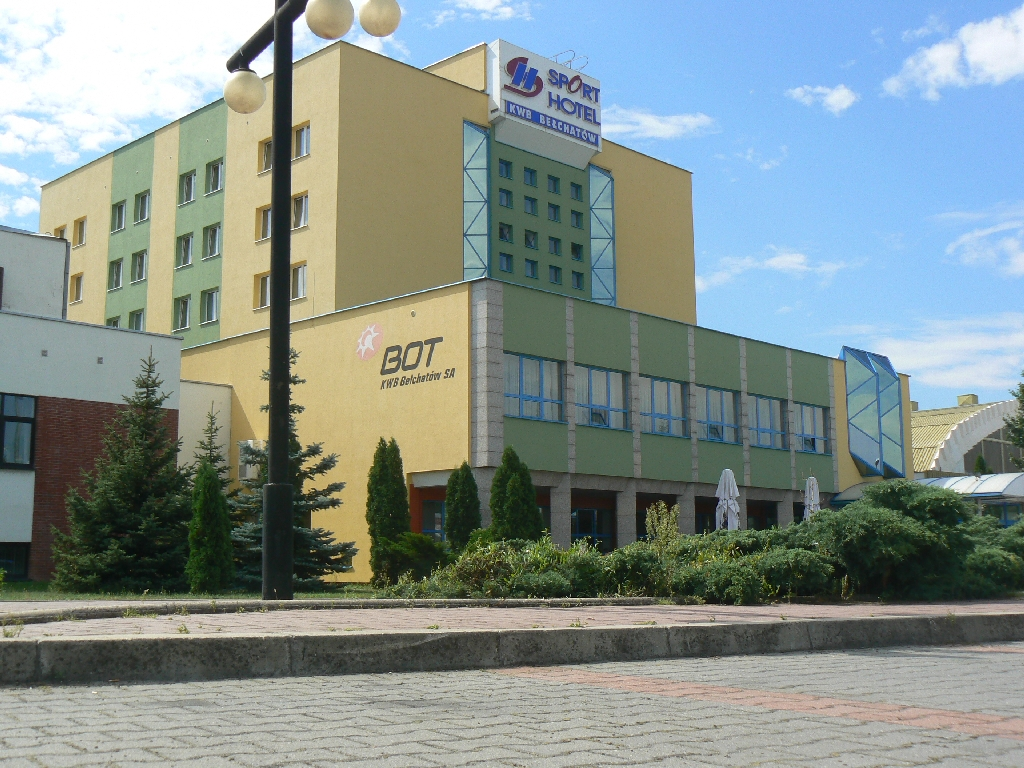
Hotel Sport
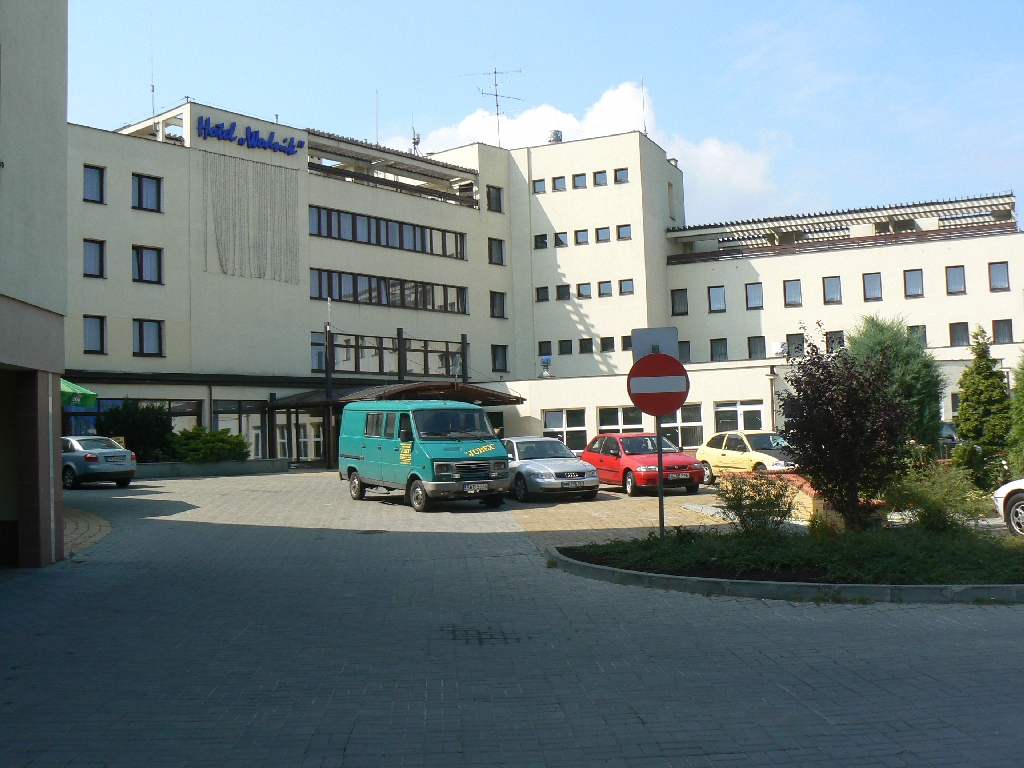
Hotel Wodnik
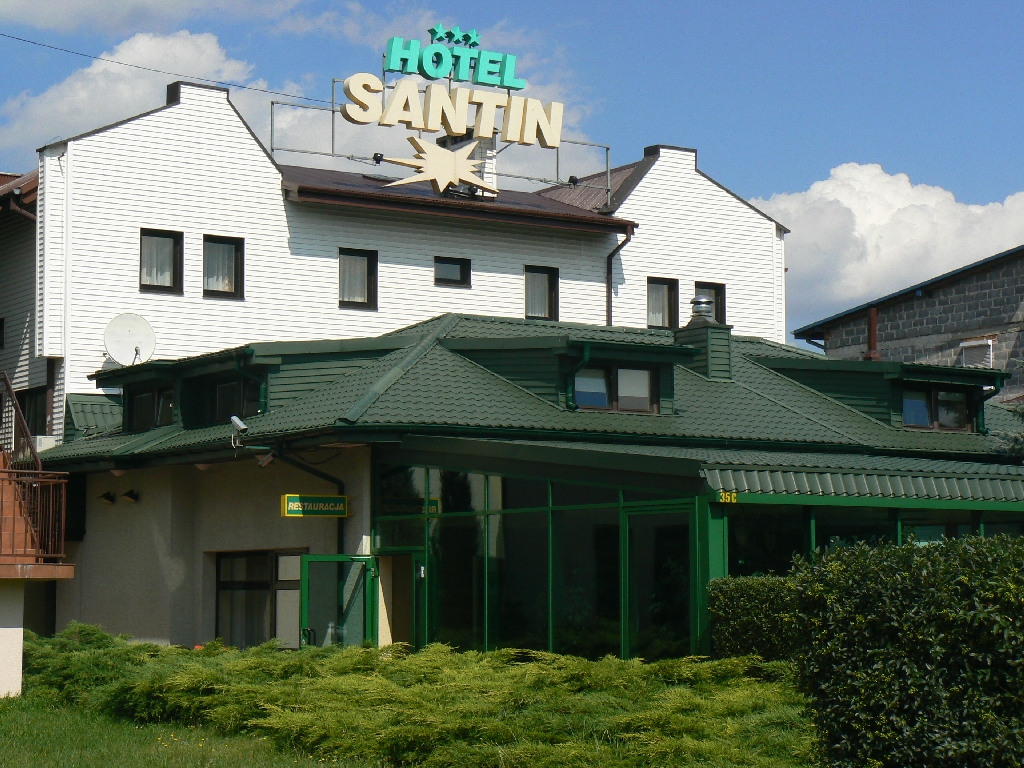
Hotel Santin
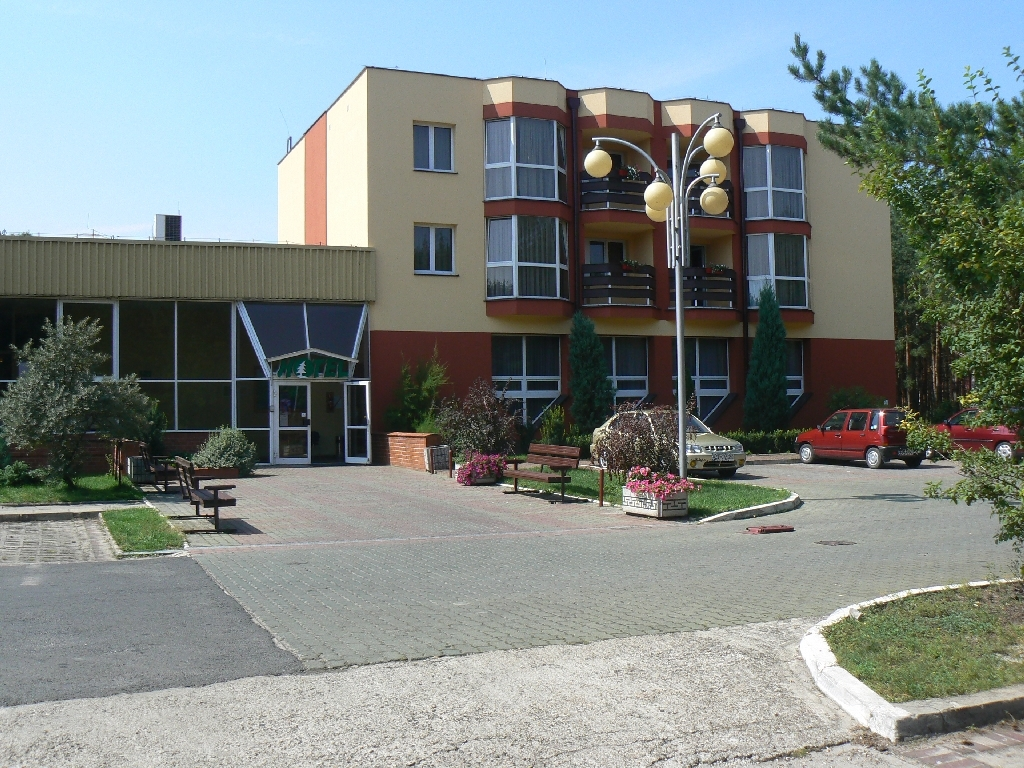
Hotel Wawrzynek

- Hotel Sport znajdujący się przy hali widowiskowo-sportowej PGE Górnictwo i Energetyka Konwencjonalna,
- Hotel Santin,
- Hotel Wodnik Bełchatów (przy Ośrodku Szkoleniowo-Wypoczynkowym „Słok” niedaleko Bełchatowa). Położony 15 km od centrum miasta, 40 km od głównej stacji kolejowej i 15 km od głównej stacji PKS. Najbliższe lotnisko znajduje się 50 km od hotelu. W 2006 Hotel Wodnik otrzymał certyfikat SKKP i stał się członkiem wspierającym Stowarzyszenia „Konferencje i Kongresy w Polsce”[33].

## Kultura

### Miejska i Powiatowa Biblioteka Publiczna im. Józefa Ignacego Kraszewskiego

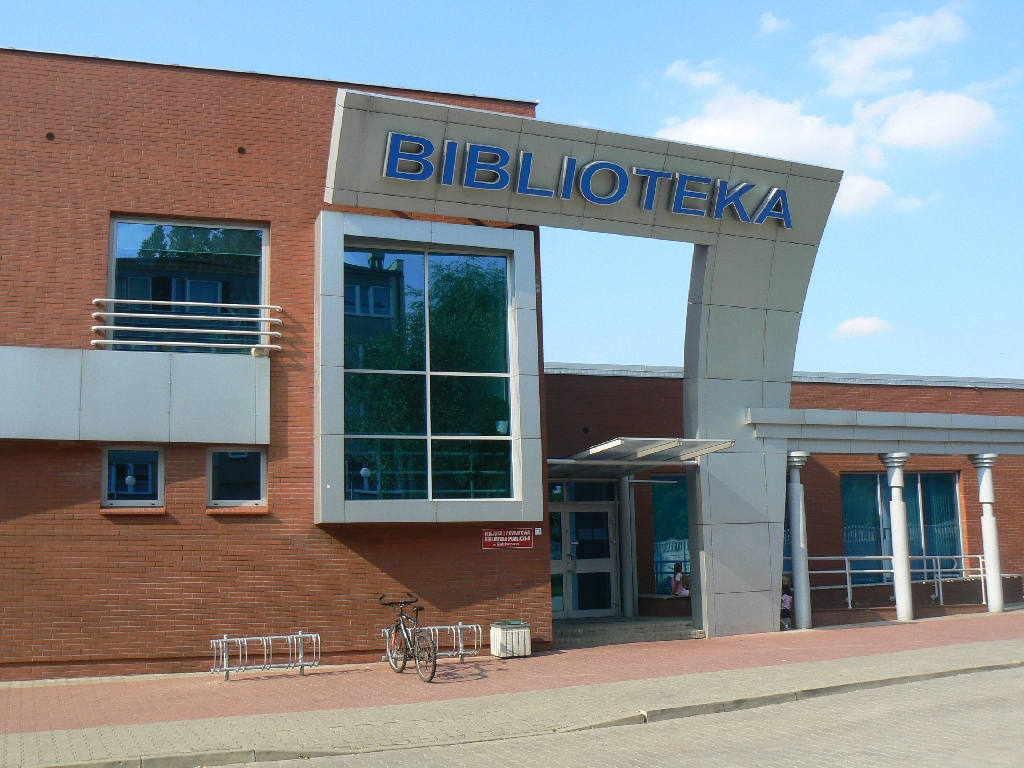
Budynek Miejskiej i Powiatowej Biblioteki Publicznej w Bełchatowie

Najstarszą placówką kulturalną w mieście, istniejącą od 1935, jest Miejska i Powiatowa Biblioteka Publiczna (MiPBP). Poza główną siedzibą na terenie Bełchatowa działają 4 filie MiPBP:
- Filia nr 1 w Grocholicach. Profil filii: historyczny[35].
- Filia nr 2 na Osiedlu Dolnośląskim. Profil filii: literacki[36].
- Filia nr 3 na Osiedlu Okrzei. Profil filii: turystyczny[37].
- Filia nr 4 na Osiedlu Binków. Profil filii: ekologiczny[38].

Główna placówka sprawuje również nadzór merytoryczny nad 15 bibliotekami na terenie powiatu bełchatowskiego w: Drużbicach, Kleszczowie (oraz filie w: Łękińsku i Żłobnicy), Klukach, Kurnosie, Łękawie, Ruścu (oraz filia w Woli Wiązowej), Gminy Szczerców, Zelowie (oraz filie w Kociszewie i Wygiełzowie).
15 stycznia 2002 został oddany do użytku wybudowany w centrum miasta nowoczesny budynek MiPBP, w pełni dostosowany do potrzeb osób niepełnosprawnych wraz z parkingiem przed budynkiem. W budynku został umieszczony także oddział biblioteki dla dzieci, przeniesiony z danego budynku Związku Strzeleckiego „Strzelec” (wybudowanego w 1938 roku, mieszczącego się przy ulicy 1 Maja 45).
Oprócz typowej działalności bibliotecznej MiPBP prowadzi szereg przedsięwzięć kulturalnych:
- Ogólnopolski Konkurs Poetycki im. Wacława Olszewskiego (od 1994 r.),
- Kiermasze Taniej Książki (od 1994 r.),
- Konkurs o Regionie „Między rajem a węglem” (od 1996 r.),
- Powiatowy Konkurs „Książki na medal” (od 1999 r.),
- Powiatowy Konkurs „Książka – obiekt artystyczny” (od 2002 r.),

Biblioteka włącza się w promocję czytelnictwa, organizując lokalne akcje (Ferie z Biblioteką, Wakacje z Biblioteką, Mamo – zapisz mnie do biblioteki, Bełchatowski Tydzień Czytania, Spotkanie z Książką), jak również uczestniczy w akcjach ogólnopolskich (Cała Polska czyta dzieciom) oraz w akcje promujące szeroko pojętą kulturę w regionie. Współpracuje z lokalnymi mediami, a także z instytucjami edukacyjno – wychowawczymi w regionie bełchatowskim. Przedstawiciele MiPBP z Bełchatowa jako przedstawiciele jedynej w Polsce biblioteki zostali (poza Biblioteką Narodową) zostali zaproszeni do Pałacu Prezydenckiego na doroczne spotkanie Twórców Kultury. Dzięki zbiorowi tzw. „regionaliów” (prac oraz materiałów dotyczących Bełchatowa i okolic), a także poprzez wydawanie zbiorów prac literackich biblioteka stanowi istotny ośrodek wpływający na propagowanie wiedzy o historii oraz życiu kulturalnym regionu. Przy bibliotece działa Stowarzyszenie Bibliotekarzy Polskich.

### Muzeum Regionalne w Bełchatowie

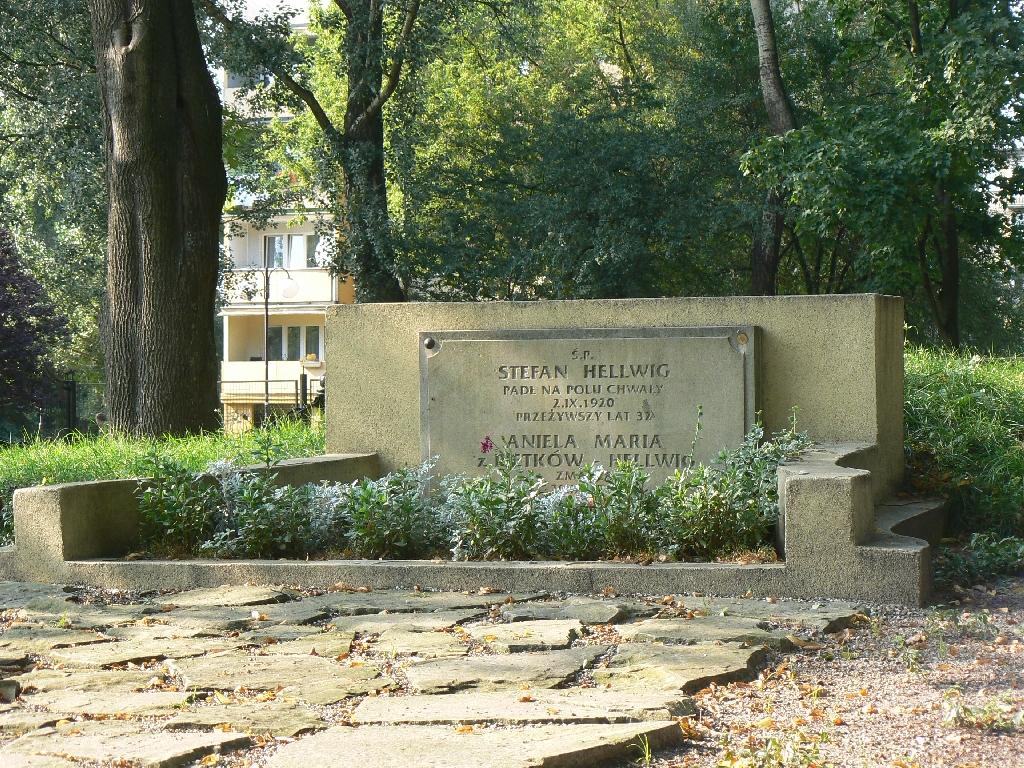
Grób Stefana i Nelly Hellwigów w Parku Olszewskich

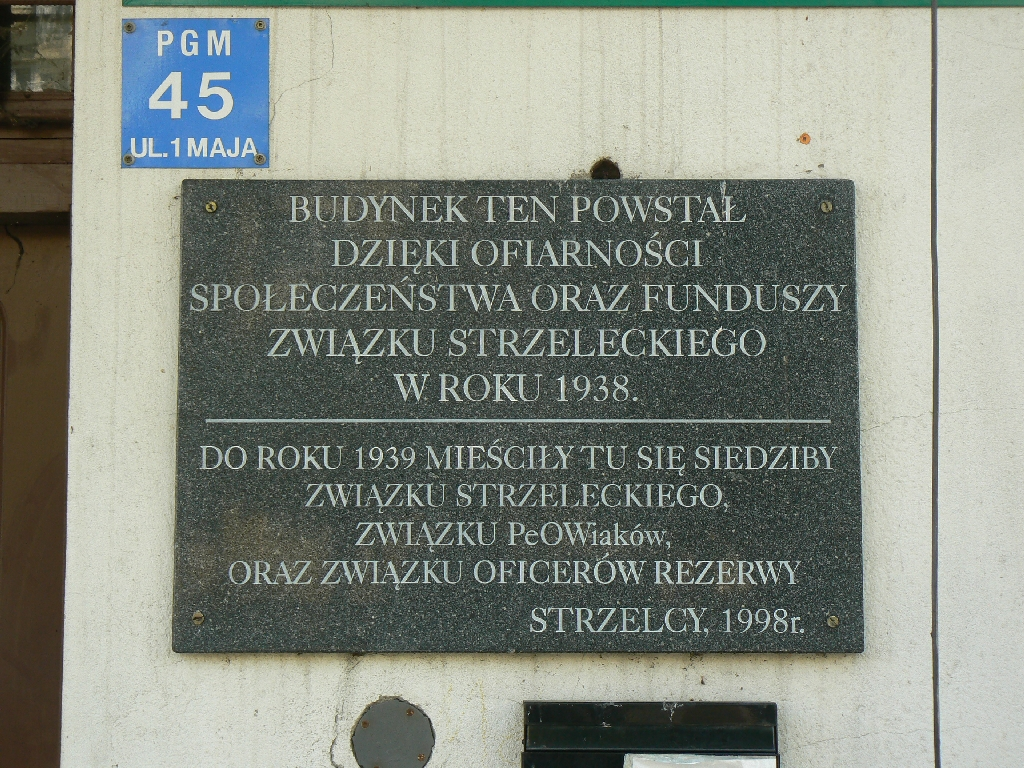
Tablica znajdująca się na budynku będącym dawną siedzibą Związku Strzeleckiego, Związku PeOWiaków i Związku Oficerów Rezerwy w Bełchatowie; aktualnie: ul. 1 Maja 45. Do 1998 siedziba Muzeum Regionalnego w Bełchatowie

Idea stworzenia muzeum narodziła się na początku lat 90. XX wieku, a 16 lipca 1993 odbyło się pierwsze spotkanie Komitetu Założycielskiego Muzeum Regionalnego. Członkowie Komitetu zaapelowali do władz miasta o utworzenie bełchatowskiego muzeum. Swoją działalność muzeum rozpoczęło formalnie w 1995, na jego siedzibę zaś wyznaczono zabytkowy, późnobarokowy dworek w centrum miasta (ul. Hellwigów 11), który był siedzibą rodów miasta. Do 1987 opiekowała się nim rodzina Olszewskich. Po śmierci Wacława Olszewskiego – juniora budynek został odkupiony przez Urząd Miasta, jego bardzo zły stan nie pozwolił na ulokowanie w nim siedziby muzeum. Do wyremontowanego budynku w 1998 przeniesione Muzeum Regionalne z wcześniejszej, tymczasowej siedziby, którą stanowił budynek Związku Strzeleckiego „Strzelec” (ul. 1 Maja 45). W dniach 7–8 października 2005 w Muzeum Regionalne zorganizowana została próba bicia rekordu do Księgi rekordów Guinnessa przez Eugeniusza Geno Małkowskiego, który przez 24 godziny malował obrazy (o wymiarach 80 × 100 cm), na podstawie wcześniej wykonanych przez artystę szkiców.
W Bełchatowie działają dwa chóry gospel, Schola Cantorum Gospel Choir oraz Gospel Singers, odnoszące liczne sukcesy na przeglądach muzyki gospel w Polsce oraz za granicą.

### Miejskie Centrum Kultury w Bełchatowie
Miejskie Centrum Kultury w Bełchatowie posiada cztery sale (m.in. widowiską, kinową oraz koncertową) które pomieszczą razem ok.1000 osób. Regularnie organizuje seanse filmowe, koncerty, wystawy, warsztaty, przeglądy czy spektakle teatralne. Współpracuje z innymi placówkami kulturalnymi na terenie Bełchatowa i województwa łódzkiego m.in. współorganizując oficjalne wydarzenia. Dom kultury stanowi również miejsce działalności grup filmowych, muzycznych, tanecznych, teatralnych, plastycznych oraz miejsce spotkań grup hobbystycznych i seniorów.
Działa przy nim m.in.:  
- Zespół Wokalny „A’VISTA”
- Klub Jam Session
- Klub Nippon
- zespół tańca współczesnego „Progress”
- koło dziennikarsko-historyczne "Odkrywcy pamięci"[45]
- Bełchatowskie Towarzystwo Fotograficzne[46]
- W ramach działalności Centrum prowadzone jest także interaktywne muzeum Ekspozycja PGE Giganty Mocy[47].

Miejskie Centrum Kultury prowadzi działalność w trzech obiektach na terenie Bełchatowa: 
- MCK Centrum (pl. Narutowicza 1a)
- MCK PGE Giganty Mocy (pl. Narutowicza 3)
- MCK oddział "Grocholice" (Rynek Grocholski  18)

### Wydarzenia artystyczne o skali ogólnopolskiej
- Festiwal Filmów Niepoważnych „NAKRĘCENI” (pierwsza edycja październik 2007)
- Jesienne Spotkania Teatralne z BAT-em
- Ogólnopolski Przegląd Piosenki Żeglarskiej w Bełchatowie (organizowany od 1998[48])
- Festiwal Młode(j) Sztuki (organizowany od 2006)

W Bełchatowie rozwinięta jest również kultura alternatywna. Jednym z najprężniej działających jej ośrodków jest Stowarzyszenie Kultury Alternatywnej „Zgrzyt”, wraz z wchodzącą w jego skład Załogą Rowerową ‘Zgrzyt’ Bełchatów.

## Media

### Telewizja
- Telewizja Kablowa Bełchatów (TKB)
- Lokalna.news

### Radio
- Radio Eska Bełchatów 89,4 MHz

### Prasa
- dwutygodnik „Przegląd Bełchatowski”
- biuletyn „www.Bełchatów.pl – Warto Wiedzieć Więcej”
- dwutygodnik regionalny „Fakty, Informacje, Komentarze”
- „Echo Powiatu Bełchatowskiego”

### Portale internetowe
- belchatow.naszemiasto.pl
- ddbelchatow.pl – Dzień Dobry Bełchatów
- ebelchatow.pl

## Oświata
W Bełchatowie istnieje rozwinięta sieć placówek oświatowych od poziomu żłobków do filii uczelni.
- żłobek miejski
- 8 przedszkoli
- 9 szkół podstawowych
- szkoła podstawowa specjalna
- 6 liceów ogólnokształcących
- 2 licea ogólnokształcące dla dorosłych
- społeczne liceum ogólnokształcące dla dorosłych
- zaoczne liceum ogólnokształcące dla dorosłych
- filia Uniwersytetu Łódzkiego, która prowadzi kierunki: ekonomia, socjologia
- filia Politechniki Łódzkiej, która prowadzi kierunki: elektrotechnika, elektronika i telekomunikacja, zarządzanie, inżynieria środowiska, budownictwo, informatyka, mechanika i budowa maszyn
- filia AHE w Łodzi, która prowadzi kierunki: filologia polska, informatyka, pedagogika, politologia, transport, zarządzanie
- uniwersytet III wieku (w budynku jednego z dawnych gimnazjów)

## Sport

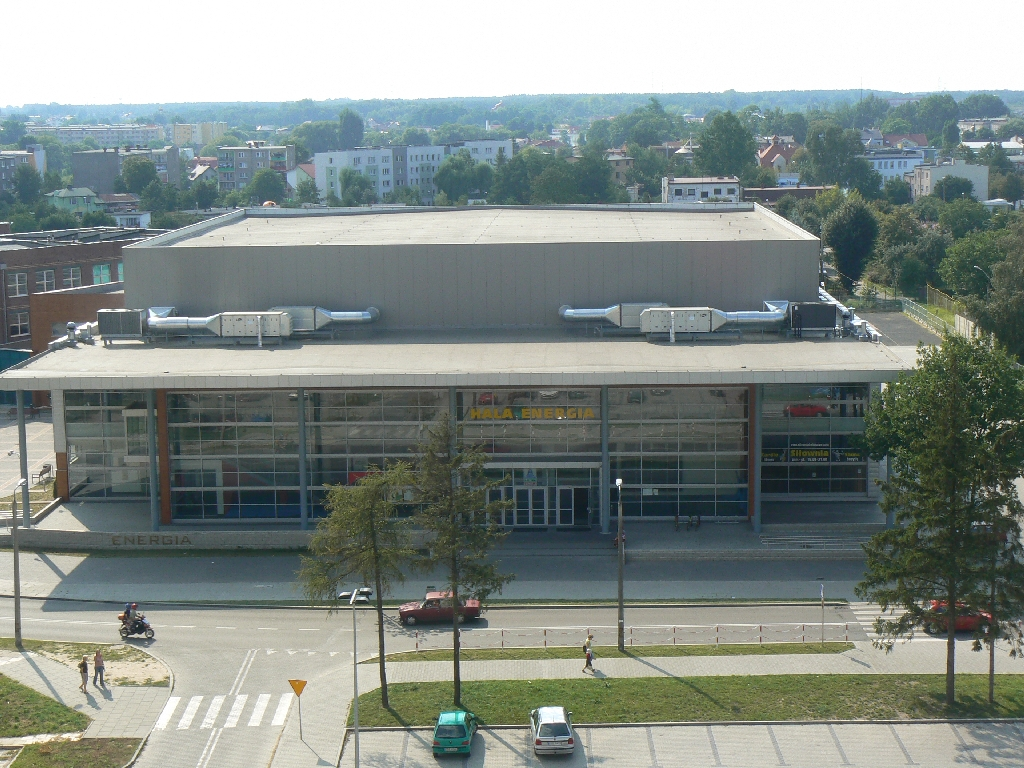
Hala „Energia”

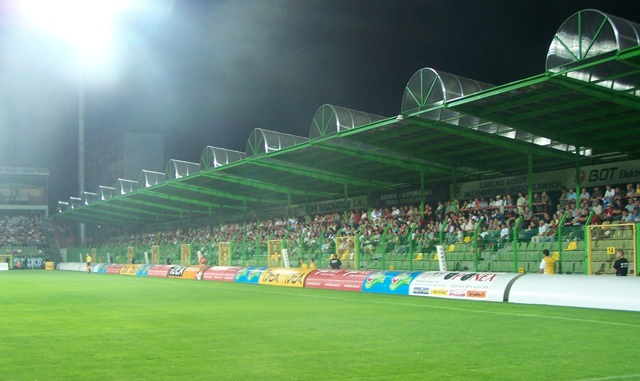
Stadion Miejski

W Bełchatowie działają następujące kluby:
- Skra Bełchatów – siatkówka i pływanie
- EKS Skra Bełchatów – siatkówka
- GKS Bełchatów – piłka nożna, zapasy i brydż sportowy
- KSSP – baseball
- GLKS Zjednoczeni Bełchatów – piłka nożna
- KS Grocholice Bełchatów – piłka nożna i rugby
- LSKK Lityński Fazbud World Bełchatów – kolarstwo
- LKS Stomil Bełchatów – kolarstwo i tenis stołowy
- BKL Bełchatów – lekkoatletyka
- LZS Bełchatów
- KS „EBE” Sekcja Piłki Nożnej Bełchatów – piłka nożna
- BKC Bełchatów – curling
- Aquarius – hokej podwodnego
- BTS AS Feniks Bełchatów – koszykówka

Bełchatów najbardziej znane jest za sprawą męskiego klubu siatkarskiego Skra Bełchatów. Bełchatowska baza sportowa składa się m.in. ze stadionu piłkarskiego GKS Bełchatów przy ul. Sportowej 3, hali „Energia” im. Edwarda Najgebauera przy ulicy Dąbrowskiego, hali widowiskowo-sportowej przy ulicy 1 Maja (niedaleko stadionu), Squash Klubu Bełchatów znajdującego się przy ul.Transportowej 3, kilku boisk treningowych, 4 basenów, kortów tenisowych, sal gimnastycznych i boisk szkolnych niemal przy każdej placówce edukacyjnej, boisk lekkoatletycznych, siłowni, lodowiska. Tutejsze kluby sportowe proponują uprawianie różnorodnych sportów nie tylko dorosłym, ale prowadzą też szkółki szkolące przyszłych sportowców. W czerwcu 1995 roku po raz pierwszy zorganizowano Miejską Olimpiadę Sportową, w której ponad 6 tys. uczniów walczyło o medale w kilkunastu dyscyplinach olimpijskich.

## Wspólnoty wyznaniowe
Na terenie miasta działalność religijną prowadzą następujące Kościoły i związki wyznaniowe:
- Kościół rzymskokatolicki (dekanat bełchatowski):
  - parafia Miłosierdzia Bożego
  - parafia Najświętszej Maryi Panny Matki Kościoła i Świętej Barbary
  - parafia Najświętszej Maryi Panny Nieustającej Pomocy
  - parafia Narodzenia NMP
  - parafia św. Stanisława Biskupa i Męczennika
  - parafia Wszystkich Świętych w Bełchatowie-Grocholicach
  - parafia Zesłania Ducha Świętego
- Kościół Ewangelicko-Augsburski w RP:
  - parafia w Zelowie-Bełchatowie
- Kościół Ewangelicko-Reformowany w RP
  - parafia w Bełchatowie
- Kościół Boży w Chrystusie
- Kościół Adwentystów Dnia Siódmego (zbór w Bełchatowie)
- Świadkowie Jehowy:
  - Bełchatów-Centrum
  - Bełchatów-Południe
  - Bełchatów Północ (Sala Królestwa ul. Ludwikowska 100)[50]

Do 1942 r. w Bełchatowie działała również gmina żydowska.

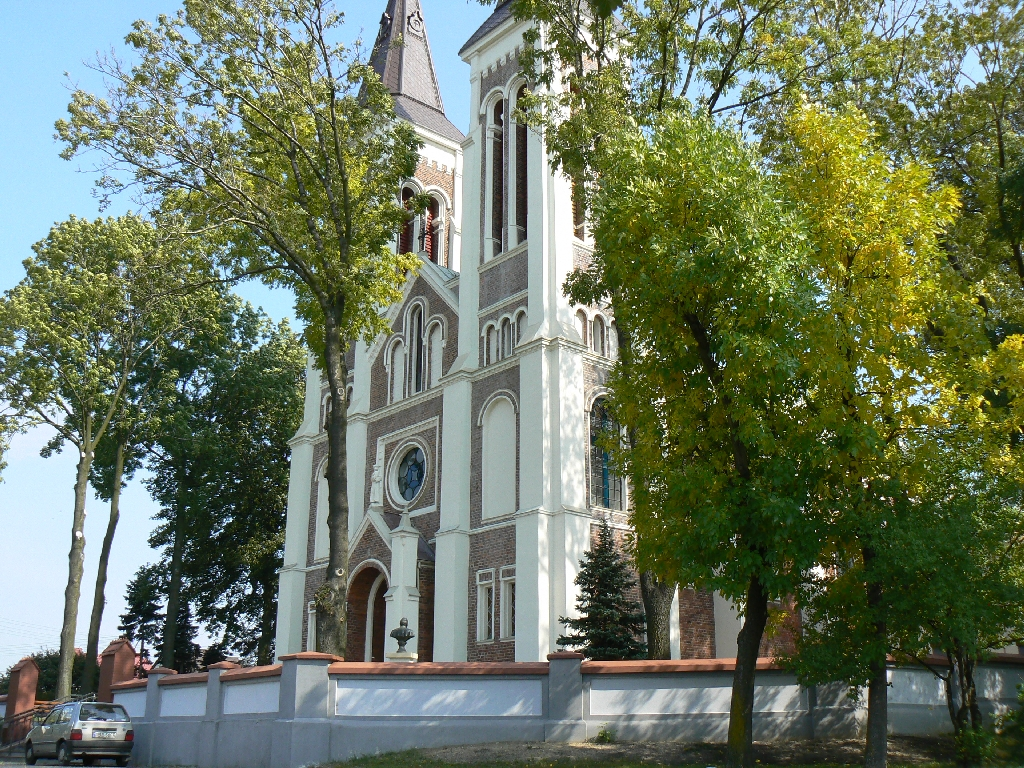
Kościół pw. Wszystkich Świętych
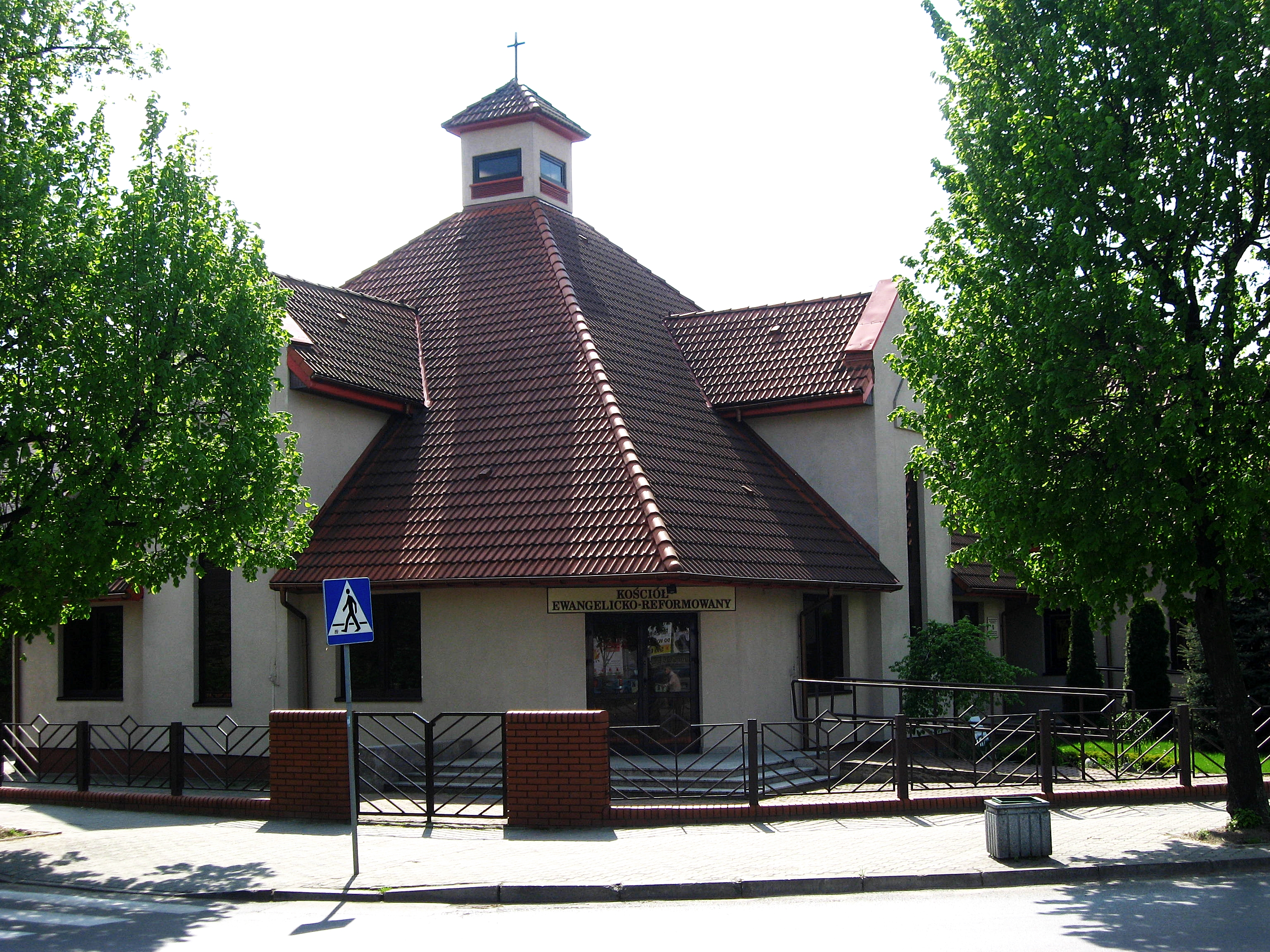
Kościół Ewangelicko-Reformowany
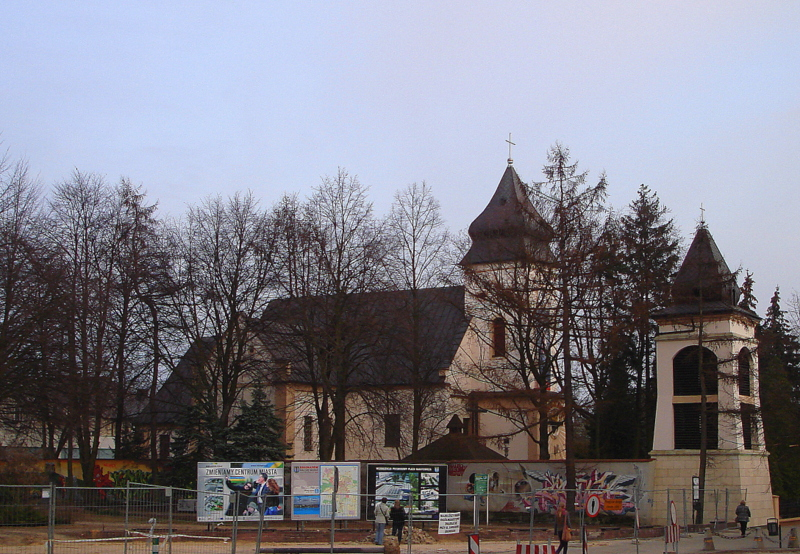
Kościół pw. NNMP
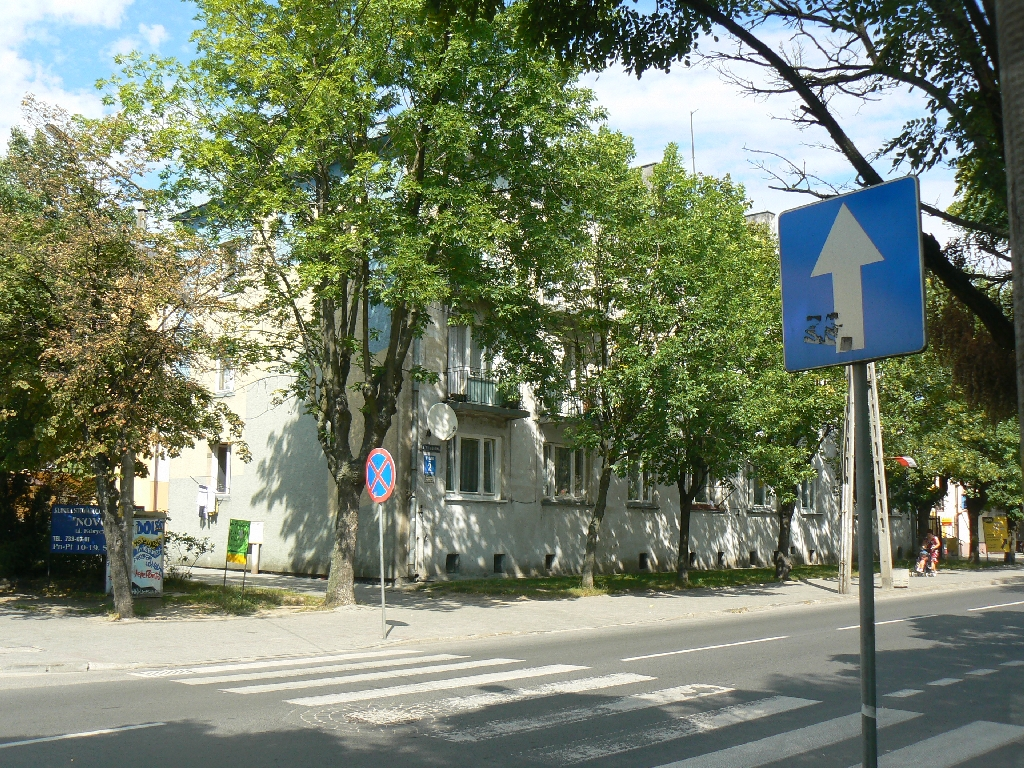
Dawna Synagoga w Bełchatowie

## Honorowi obywatele miasta
Lista honorowych obywateli miasta:
- Józef Piłsudski (od 12 czerwca 1926);
- żołnierze Zgrupowania pułkownika Ludwika Czyżewskiego (od 28 czerwca 1993);
- Apoloniusz Zawilski (od 28 czerwca 1993);
- Lothar Ernst Knoch (od 29 października 1997);
- Henryk Mular (od 5 listopada 1997) – lekarz, bełchatowski radny, zaangażowany w rozwój samorządności i służby zdrowia;
- Jean Claude Versyck (od 26 września 2002) – założyciel Komitetu Partnerstwa Aubergenville-Bełchatów, inicjator działań na rzecz współpracy polsko-francuskiej;
- Jadwiga Nadana (od 26 września 2002) – działaczka społeczna, inicjatorka wielu działań popularyzujących historię Bełchatowa;
- Zbigniew Kozłowski (od 26 września 2002) – generalny projektant Kopalni Węgla Brunatnego „Bełchatów”;
- Maciej Pawlik (od 26 września 2002);
- Jan Paweł II (od 30 października 2003);
- Tomasz Trawiński (od 29 września 2005) – działacz społeczny, członek przedwojennego Związku Strzeleckiego „Strzelec”, współzałożyciel Powszechnej Spółdzielni Spożywców i Regionalnego Stowarzyszenia Społeczno-Kulturalnego w Bełchatowie;
- Mirosław Olejniczak (od 15 grudnia 2005) – popularyzator sportu i działań na rzecz rozwoju bazy sportowej w Bełchatowie.
- Daniel Castellani (od listopada 2009) – za jego szczególny wkład w promocję Bełchatowa na arenie ogólnopolskiej i międzynarodowej.
- Konrad Piechocki (od listopada 2009) – od 2007 r. prezes PGE SKRY Bełchatów – w tym czasie SKRA m.in. niezmiennie utrzymuje tytuł Mistrza Polski, organizuje rozgrywki Final Four, zdobywa klubowe wicemistrzostwo świata; tytuł Honorowego Obywatela Bełchatowa, za szczególny wkład w promocję miasta na arenie ogólnopolskiej i międzynarodowej.
- Marian Sobutkowski (od 17 czerwca 2010) – trener i wychowawca młodzieży, za działalność na rzecz miasta;
- Mistrzowie Świata w Piłce Siatkowej Mężczyzn z 2014 roku – trener Stéphane Antiga oraz siatkarze: Krzysztof Ignaczak, Karol Kłos, Mateusz Mika, Marcin Możdżonek, Michał Winiarski, Mariusz Wlazły, Andrzej Wrona, Paweł Zagumny, Paweł Zatorski (od 30 października 2014).
- Bronisława Hanna Hellwig-Stańczuk (od 29 sierpnia 2013, uroczystość nadania aktu honorowego obywatelstwa odbyła się 7 września 2013) – przedstawicielka rodziny Hellwigów, zasłużonych mieszkańców miasta, za wyjątkowe zasługi, pamięć i kultywowanie dziejów Bełchatowa[53];
- Franciszek Zochniak (24 października 2013) – żołnierz Armii Krajowej[54].

## Miasta partnerskie

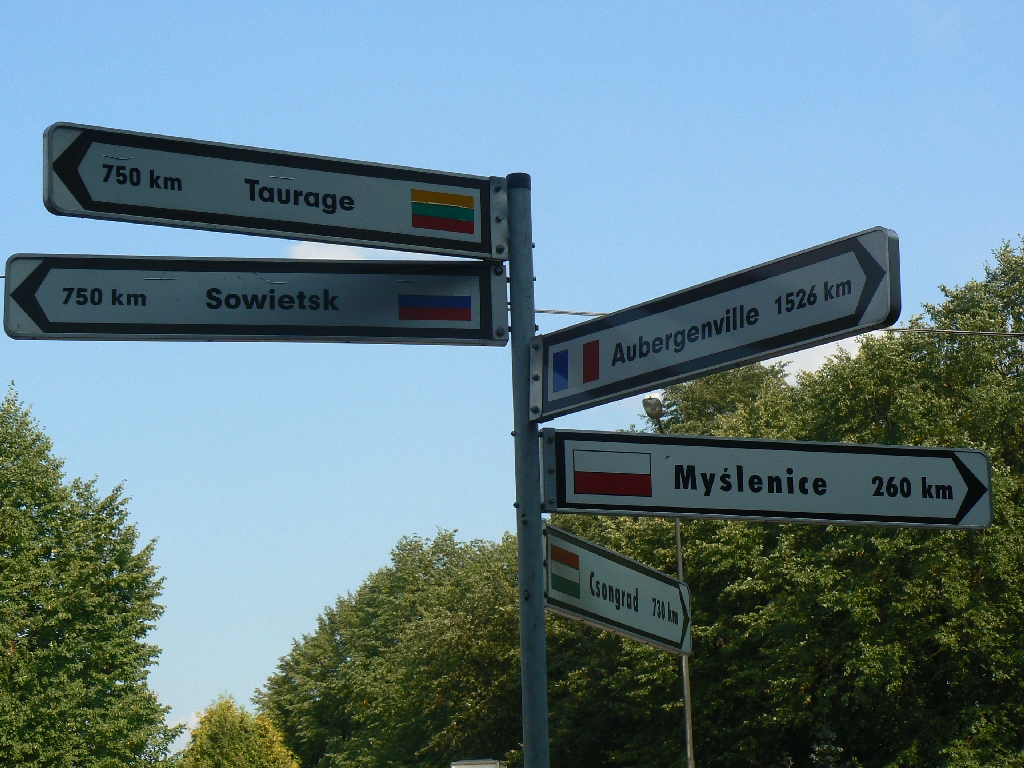
Znaki wskazujące na kierunek miast partnerskich Bełchatowa (2009)

Miasto współpracuje z 11 miastami, w tym z jednym w Polsce. W związku z agresją Federacji Rosyjskiej na Ukrainę, która rozpoczęła się 24 lutego 2022 roku, Rada Miejska w Bełchatowie podjęła uchwałę w sprawie zawieszenia współpracy partnerskiej miast Bełchatowa oraz Sowiecka (uchwała nr XLIII/316/22). W ten sposób Bełchatów wyraża wsparcie i solidarność z zaatakowanym narodem ukraińskim.